# Ирена Стефоска
Ирена Стефоска (на македонска литературна норма: Ирена Стефоска) е доктор по история, професор в Института за национална история на Скопския университет, министър на културата от 30 август 2020 г.

## Биография
Родена е на 16 септември 1967 г. в Скопие. През 1991 г. завършва Института за класически изследвания на Философския факултет на Скопския университет. След това през 1994 г. завършва Централноевропейския университет в Будапеща. През 2001 г. завършва Философския факултет на Белградския университет. През 2007 г. става доктор в Института по история на Скопския университет. От 2009 до 2010 г. е професор-изследовател в Университета Браун в САЩ. Учи и в института „Георг Екарт“ в Брауншвайг. Член е на Консултативния комитет за култура при Фондация „Отворено общество“ - Македония, член на Управителния съвет на фондация „Про Хелвеция“, на Управителния съвет македонския Хелзинкски комитет за човешки права и на Академичния комитет на историците от Балканите към „Центъра за демокрация и помирение в Югоизточна Европа“ в Солун. Независим депутат в Събранието на Северна Македония (2016 – 2020), където е председател на комисията за култура. От 30 август 2020 г. е министър на културата.